# Jijila, Tulcea
Jijila este satul de reședință al comunei cu același nume din județul Tulcea, Dobrogea, România. Se află în partea de nord-est a județului, în zona de contact a munților Măcin (Depresiunea Jijila), cu Lunca Dunării, pe malul sudic al lacului Crapina.

## Istoric
Localitatea se învecinează la nord cu satele Garvăn și Văcăreni, Tulcea, la nord-est cu localitatea Luncavița, Tulcea, la sud cu orașul Măcin iar la sud – est cu localitatea Greci.

## Geografie
Actuala grupare a locuințelor din cadrul localității Jijila urmărește Drumul Național 22, cu un număr de gospodării mult mai mare pe partea stângă a acestuia spre Măcin. Ca tipologie, satul vechi, care era grupat în imediata apropiere a bălții Jijila spre Dunăre. Dezvoltarea ulterioară spre vest și extinderea spre nord și sud din perioada primelor decenii ale secolului al XX-lea, au aceleași caracteristici „compacte”.
Vatra veche, nucleul inițial al satului, s-a grupat în jurul bisericii unde sunt amplasate și majoritatea instituțiilor publice și unde s-a conturat și centrul civic prin amplasarea „naturală” a gospodăriilor. Această parte a satului nu se înscrie într-o anumita „ordine” și are aparență dezordonată, prin străzi întortochiate. Tot ce s-a construit ulterior s-a făcut în baza unui plan de sistematizare, cu străzi drepte.